# Baden (distrikt i Niederösterreich)
Baden är ett distrikt i det österrikiska förbundslandet Niederösterreich och består av följande städer, köpingar och kommuner (totalt 30 stycken):

Kommunerna i distriktet Baden

Städer

- Bad Vöslau
- Baden
- Berndorf
- Ebreichsdorf
- Traiskirchen

Köpingar

- Alland
- Altenmarkt an der Triesting
- Enzesfeld-Lindabrunn
- Günselsdorf
- Hernstein
- Hirtenberg
- Kottingbrunn
- Leobersdorf
- Oberwaltersdorf
- Pfaffstätten
- Pottendorf
- Pottenstein
- Reisenberg
- Seibersdorf
- Sooss (Sooß)
- Teesdorf
- Trumau
- Weissenbach an der Triesting

Landskommuner

- Blumau-Neurisshof
- Furth an der Triesting
- Heiligenkreuz
- Klausen-Leopoldsdorf
- Mitterndorf an der Fischa
- Schönau an der Triesting
- Tattendorf